# Gran Bretagna ai Giochi della III Olimpiade
La Gran Bretagna partecipò ai Giochi della III Olimpiade che si sono svolti a Saint Louis dal 1º luglio al 23 novembre 1904, con una delegazione di 6 atleti impegnati in tre discipline.

## Medaglie

### Medaglie d'oro
| Medaglia | Nome      | Sport            | Evento     |
| -------- | --------- | ---------------- | ---------- |
| Oro      | Tom Kiely | Atletica leggera | All around |

### Medaglie d'argento
| Medaglia | Nome      | Sport            | Evento           |
| -------- | --------- | ---------------- | ---------------- |
| Argento  | John Daly | Atletica leggera | 2590 metri siepi |

## Risultati

### Atletica leggera
| Evento           | Pos. | Atleta    | Finale      |
| ---------------- | ---- | --------- | ----------- |
|                  |      |           |             |
| 2590 metri siepi | 2°   | John Daly | Sconosciuto |

| Evento     | Pos. | Atleta        | Punteggio totale |
| ---------- | ---- | ------------- | ---------------- |
|            |      |               |                  |
| All around | 1°   | Tom Kiely     | 6036             |
| All around | 4°   | John Holloway | 5273             |